# زیردریایی یو-۳۱۳
زیردریایی یو-۳۱۳ (به انگلیسی: German submarine U-313) یک زیردریایی بود که طول آن ۶۷٫۱ متر (۲۲۰ فوت ۲ اینچ) بود. این زیردریایی در سال ۱۹۴۳ ساخته شد.